# Acta entomologica silesiana
Acta entomologica silesiana là một tạp chí khoa học của Ba Lan, có chỉ số xuất bản ISSN là 1230-7777, chỉ số ISSN xuất bản trực tuyến 2353-1703. Tạp chí chuyên giành để xuất bản các công trình lĩnh vực Côn trùng, bao gồm các báo cáo khoa học ngắn, các bài báo tổng quan, các nghiên cứu mới. Tạp chí được nằm trong danh mục Google Scholar, Danh sách Tổng thể Tạp chí ICI, Worldcat và AGRO. Tạp chí Acta entomologica silesiana được thành lập vào năm 1992 tại Bytom bởi Hiệp hội các nhà Côn trùng học ở Bytom.